# ATP Bordeaux 1983
L'ATP Bordeaux 1983 è stato un torneo di tennis giocato sulla terra rossa. È stata la 5ª edizione dell'ATP Bordeaux, che fa parte del Volvo Grand Prix 1983. Il torneo si è giocato a Bordeaux in Francia, dal 19 al 25 settembre 1983.

## Campioni

### Singolare maschile
Pablo Arraya ha battuto in finale  Joan Aguilera con il punteggio di 7–5, 7–5

### Doppio maschile
Stefan Simonsson /  Magnus Tideman hanno battuto in finale  Francisco Yunis /  Juan Carlos Yunis con il punteggio di 6–4, 6–2